# Atlanta-Fulton County Stadium
O Atlanta-Fulton County Stadium, muitas vezes abreviado para "Fulton County Stadium", foi um estádio multi-uso de (beisebol, futebol, show de rock, reunião de avivamento, e monster truck de Atlanta na Geórgia, Estados Unidos.

## História
Foi inaugurado em 1965, foi a casa do Atlanta Braves da MLB de 1966 até 1996 quando se mudaram para o Turner Field e do Atlanta Falcons da NFL de 1966 até 1991 quando se mudaram para o Georgia Dome. Recebeu os eventos de beisebol dos Jogos Olímpicos de Verão de 1996.
Após as Olimpíadas e a World Series de 1996, o comissário do condado de Fulton, Marvin S. Arrington, Sr., planejava salvar o estádio e usá-lo como uma arena de futebol profissional, além de dividir o estacionamento entre ele e Turner Field. mas ele foi incapaz de avançar. Foi demolido em 2 de agosto de 1997.